# 1540 год в науке
В 1540 году произошли различные научные и технологические события, некоторые из которых представлены ниже.

## События
- Валерий Корд открыл и описал технологию получения эфира из серной кислоты и этилового спирта[1].
- Восемнадцатилетний Лодовико Феррари, итальянский математик, стал профессором Миланского университета.

## Книги
- В Венеции был издан трактат Ванноччо Бирингуччо «Пиротехния» (Pirotechnia), посвящённый металлургии и литейному делу.
- Георг Иоахим фон Ретик издаёт в Данциге ясное изложение гелиоцентрической системы под названием «Narratio Prima» («Первое повествование»).
- Немецкий астроном Петер Апиан издал книгу «Astronomicum Caesareum».
- Итальянский астроном Алессандро Пикколомини издал трактат «О мировой сфере и неподвижных звёздах» (De la sfera del mondo e delle stelle fisse).

## Родились
- 28 января — Людольф Цейлен, нидерландский математик (умер в 1610).
- 5 августа — Жозеф Жюст Скалигер, французский гуманист-филолог, один из основателей современной научной исторической хронологии (умер в 1609).

## Без точной даты
- Саломон Альберти, немецкий анатом (умер в 1600).
- Хосе де Акоста, испанский историк, географ и натуралист (умер в 1600).
- Марк Быджовский, чешский учёный, астроном, математик, историк (умер в 1612).
- Франсуа Виет, французский математик, основоположник символической алгебры (умер в 1603).
- Питер Дирксон Кейзер, нидерландский мореплаватель, навигатор и астроном. Составил звёздную карту неба Южного полушария, на которую нанёс 12 новых созвездий (умер в 1596).
- Мадхусудана Сарасвати, индийский философ (умер в 1640).
- Шимон Сыреньский, польский учёный, врач, ботаник, исследователь лечебных свойств трав.
- Остилио Риччи, итальянский математик (умер в 1603).
- Филиппо Сассетти, итальянский учёный, один из предвестников сравнительно-исторического языкознания (умер в 1588).
- Антонио де Эспехо, испанский учёный-натуралист, исследовавший территории современных американских штатов Нью-Мексико и Аризона в 1582—1583 годах (умер в 1585).

## Скончались
- 22 мая — Франческо Гвиччардини, итальянский политический мыслитель и историк (родился в 1483).

## Без точной даты
- Иоганн Георг Фауст, легендарный странствующий алхимик, астролог.